# Hystricognathi
Hystricognathi ist eine Teilordnung der Nagetiere (Rodentia).
Bis heute sind 230 rezente Arten in 68 Gattungen beschrieben worden. Die Hystricognathi werden in drei Gruppen unterteilt: die Stachelschweine (Hystricidae) und die Phiomorpha, welche beide auf die Alte Welt beschränkt sind, sowie die Caviomorpha (Meerschweinchenverwandte) der Neuen Welt. Die altweltlichen Phiomorpha umfassen vier rezente Familien: die Sandgräber (Bathyergidae), die Nacktmulle (Heterocephalidae), die Felsenratte (Petromus typicus) sowie die Rohrratten (Thryonomys). Die neuweltlichen Caviomorpha dagegen sind diverser und umfassen 13 rezente Familien, die in vier Überfamilien klassifiziert werden: die Baumstachlerartigen (Erethizontoidea), die Meerschweinchenartigen (Cavioidea), die Chinchillaartigen (Chinchilloidea) sowie die Trugrattenartigen (Octodontoidea). Die nächsten Verwandten (Schwestergruppe) der Hystricognathi sind die Gundis (Ctenodactylidae), eine auf Nordafrika beschränkte Nagetier-Familie.

## Merkmale
Die Hystricognathi unterscheiden sich von anderen Nagetieren durch verschiedene anatomische Merkmale des Unterkiefer- und Schädelbaus. Das namensgebende Merkmal ist der hystricognathe Unterkiefer: Der vom Hinterende des Unterkiefers auswachsende Angularfortsatz steht nicht in einer Linie mit dem Rest des Kiefers, wie es bei anderen Nagetieren mit sciurognathem Kieferbau der Fall ist, sondern ist seitlich abgewinkelt. Der Massetermuskel (Musculus masseter medialis), ein Kiefermuskel, verläuft dabei teilweise durch das Foramen infraorbitale („Unteraugenloch“). Zudem fehlt bei Vertretern dieser Teilordnung die Infraorbital-Platte.

## Verbreitungsgeschichte
Ursprung und Verbreitungsgeschichte der Hystricognathi sind umstritten. Einige der ältesten Vertreter wurden aus dem frühen Obereozän (etwa 37 Mya) aus der Fossillagerstätte des Fayyum im nördlichen Ägypten beschrieben. Hierzu gehören etwa Birkamys, Mubhammys, Gaudeamus oder Acritophiomys beziehungsweise Phiomys. Möglicherweise etwas älter sind Funde von Protophiomys aus Nementcha im nördlichen Algerien und vom Djebel el-Kébar im zentralen Tunesien, beide Fundstellen gehören in den Übergang vom Mittleren zum Oberen Eozän. In Südamerika taucht die Gruppe im Mittleren Eozän (41 Mya) unter anderem mit Canaanimys und Cachiyacuy auf. Südamerika war während des gesamten Tertiärs von Afrika und Nordamerika isoliert; Fossilien der Hystricognathi wurden jedoch ausschließlich in Südamerika, Afrika und Eurasien gefunden. Die inneren Verwandtschaftsverhältnisse der fossilen Stachelschweinverwandten sind in Diskussion, ebenso die Ausbreitungsgeschichte. In den meisten Szenarien wird von verschiedenen Ausbreitungswellen ausgegangen, die mehrfache Wanderungsbewegungen sowohl zwischen Afrika und Eurasien als auch nach Südamerika beinhalten. Auf welchem Weg die Hystricognathi Südamerika erreichten ist daher unbekannt. Nordamerika erreichte die Gruppe erst, nachdem vor drei Millionen Jahren mit dem Isthmus von Panama eine Landbrücke gebildet wurde; diese Landbrücke führte zu einem breiten Faunenaustausch zwischen Nord- und Südamerika.

## Familien
Die Teilordnung Hystricognathi besteht aus 17 Familien, die die Stachelschweine (Hystricidae) sowie die Vertreter der Phiomorpha und Caviomorpha umfassen. Die Stachelschweine gelten nach genetischen Untersuchungen als Schwestergruppe der beiden anderen Untergruppen. Die Nutria gehört nach molekularen Analysen zu den Stachelratten. Abweichend von der hier vorgestellten Aufteilung werden die Hystricognathi auch nur in die zwei Untertaxa Phiomorpha und Caviomorpha aufgeteilt und die Nutria in eine eigene Familie Myocastoridae gestellt.
- Stachelschweine (Hystricidae Fischer, 1817)
- Phiomorpha Lavocat, 1962

- Bathyergoidea Waterhouse, 1841

- Sandgräber (Bathyergidae Waterhouse, 1841)
- Nacktmulle (Heterocephalidae Landry, 1957) mit der

- einzige rezente Gattung Heterocephalus Rüppell, 1842 mit dem

- Nacktmull (Heterocephalus glaber Rüppell, 1842) als einzige Art

- Petromuridae Wood, 1955

- einzige rezente Gattung Petromus A. Smith, 1831 mit der

- Felsenratte (Petromus typicus A. Smith, 1831) als einzige Art

- Rohrratten (Thryonomyidae Pocock, 1922) mit der

- Gattung Thryonomys Fitzinger, 1867

- Meerschweinchenverwandte (Caviomorpha Wood, 1955)

- Meerschweinchenartigen (Cavioidea Fischer, 1817)

- Meerschweinchen (Caviidae Gray, 1821)

- Eigentliche Meerschweinchen (Caviinae Gray, 1821)
- Pampashasen (Dolichotinae Pocock, 1922) mit der Gattung

- Dolichotis Desmarest, 1820

- Hydrochoerinae Gray, 1825

- Pakas (Cuniculidae Miller & Gidley, 1918)

- mit der einzigen Gattung Cuniculus Brisson, 1762 mit zwei Arten

- Agutis und Acouchis (Dasyproctidae Bonaparte, 1838)

- Chinchillaartige (Chinchilloidea Bennett, 1833)

- Chinchillas (Chinchillidae Bennett, 1833)
- Dinomyidae Peters, 1873

- einzige rezente Gattung Dinomys Peters, 1873 mit der

- Pakarana (Dinomys branickii Peters, 1873) als einzige Art

- Trugrattenartige (Octodontoidea Waterhouse, 1837)

- Chinchillaratten (Abrocomidae Miller & Gidley, 1918)

- Gattung Abrocoma Waterhouse, 1837
- Gattung Cuscomys Emmons, 1999

- Baumratten (Capromyidae Smith, 1842)
- Kammratten (Ctenomyidae Lesson, 1842)

- mit der einzigen Gattung Ctenomys Blainville, 1826

- Stachelratten (Echimyidae Gray, 1825)

- Eigentlichen Stachelratten (Echimyinae Gray, 1825)
- Eumysopinae Rusconi, 1935
- Bambusratten (Dactylomyinae Tate, 1935)
- Myocastorinae Ameghino, 1904 mit der

- Gattung Myocastor Kerr, 1792 und der

- Nutria (Myocastor coypus (Molina, 1782)) als einzige Art

- † Heteropsomyinae Anthony, 1917

- Trugratten (Octodontidae Waterhouse, 1840)
- † Riesenhutias (Heptaxodontidae Anthony, 1917)

- Baumstachlerartige (Erethizontoidea Bonaparte, 1845)

- Baumstachler (Erethizontidae Bonaparte, 1845)